# Henri Junghänel
Henri Junghänel (5 de fevereiro de 1988) é um atirador esportivo alemão, campeão olímpico.

## Carreira

### Rio 2016
Henri Junghänel representou a Alemanha nas Olimpíadas de 2016, na qual conquistou a medalha de ouro, na Carabina deitado 50 m masculino.